# Sometimes It's Something, Sometimes It's Nothing at All
Sometimes It's Something, Sometimes It's Nothing at All — десятий студійний альбом англійського співака і автора пісень Passenger, представлений 2 травня 2019 року під лейблом Black Crow Records. Весь прибуток від альбому йде благодійній організації Shelter, яка займається боротьбою з бездомністю та поганими умовами проживання людей в Англії та Шотландії.

## Передісторія
Passenger записав альбом у студії Abbey Road Studios зі струнним квартетом. Одного дня музикант відвідав магазин у Кінгс-Кросс у Лондоні, де він зустрівся із персоналомом і познайомився із бездомною жінкою, якій допомогла благодійна організація. Під час свого візиту він вперше зіграв заголовну композицію з нового альбому наживо. Він сказав: «Коли я починав, я проводив багато часу, гуляючи у різних місцях у Великій Британії, зокрема в Брайтоні, де я живу, що справді відкрило мені очі на кількість людей, які змушені спати неспокійно. Тож я був ще більше шокований, коли у Shelter мені розповіли про тисячі бездомних сімей, прихованих від очей у гуртожитка. Це змусило мене усвідомити, як мені пощастило, що я маю безпечне місце, яке можна назвати домом — те, що повинно бути у кожного, тому ця моя допомога — це щось, що я міг зробити, щоб трохи допомогти».

## Список пісень
| Стандартне видання | Стандартне видання                                        | Стандартне видання |
| #                  | Назва                                                     | Тривалість         |
| ------------------ | --------------------------------------------------------- | ------------------ |
| 1.                 | «Restless Wind»                                           | 3:47               |
| 2.                 | «Sometimes It's Something, Sometimes It's Nothing at All» | 2:09               |
| 3.                 | «Rosie»                                                   | 1:58               |
| 4.                 | «Let Me Dream a While»                                    | 3:41               |
| 5.                 | «Only Time»                                               | 2:44               |
| 6.                 | «Helplessly Lost»                                         | 2:25               |
| 7.                 | «Paper Cut, Chinese Burn»                                 | 2:21               |
| 8.                 | «Where the Lights Hang Low»                               | 3:04               |
| 9.                 | «Moon on the Water»                                       | 4:19               |
| 10.                | «Winter Coats»                                            | 1:30               |
| 27:58              |                                                           |                    |

## Чарти
| Чарт (2019)                                  | Найвища позиція |
| -------------------------------------------- | --------------- |
| Australian Albums (ARIA Digital Album Chart) | 8               |
| Швейцарія Swiss Albums (Schweizer Hitparade) | 31              |

## Історія випуску
| Регіон          | Дата               | Лейбл      | Формат                             |
| --------------- | ------------------ | ---------- | ---------------------------------- |
| Велика Британія | 2 травня 2019 року | Black Crow | Цифрове завантаження, компакт-диск |